# پیتر کوپفرشمیت
پیتر کوپفرشمیت (انگلیسی: Peter Kupferschmidt؛ زادهٔ ۲ مارس ۱۹۴۲) بازیکن فوتبال اهل آلمان است.
از باشگاه‌هایی که در آن بازی کرده‌است می‌توان به باشگاه فوتبال بایرن مونیخ و باشگاه فوتبال اشتورم گراتس اشاره کرد.